# جاك ستيفنز
جاك ستيفنز (بالإنجليزية: Jack Stephens)‏ ولد في 27 يناير 1994) هو لاعب كرة قدم إنجليزي يلعب مع نادي ساوثهامبتون في الدوري الإنجليزي الممتاز كمدافع.

## وصلات خارجية
- جاك ستيفنز على موقع الاتحاد الأوربي (الإنجليزية)
- جاك ستيفنز على موقع قاعدة بيانات كرة القدم.إي يو (الإنجليزية)
- جاك ستيفنز على موقع Soccerbase.com (لاعب) (الإنجليزية)
- جاك ستيفنز على موقع Soccerway.com (الإنجليزية)
- جاك ستيفنز على موقع عالم كرة القدم.نت (الإنجليزية)
- جاك ستيفنز على موقع AS.com (الإسبانية)